# Graceland
Graceland je rozlehlé venkovské sídlo s čelním bílým sloupovím, rozkládající se na ploše 5,5 hektaru. Postaveno je v neokoloniálním architektonickém slohu a nalézá se v Memphisu, v unijním státu Tennessee. Bylo domovem zpěváka Elvise Presleyho, což odráží adresa Elvis Presley Boulevard 3 764. „Král Rock 'n' Rollu“ sídlo koupil v roce 1957 a žil v něm dalších dvacet let, až do své smrti. Zemřel v tamní koupelně 16. srpna 1977. Pohřbený je na zahradě, označované jako „Zahrada rozjímání“, společně s rodiči Gladys a Vernonem Presleyovými a babičkou. Nachází se zde také náhrobní kámen jeho mrtvě narozeného dvojčete Jesseho Garona.

## Charakteristika
Usedlost je součástí rozlehlé obce Whitehaven. Leží asi 14,5 km od jejího centra a méně než 6 km severně od hranic s Mississippi.

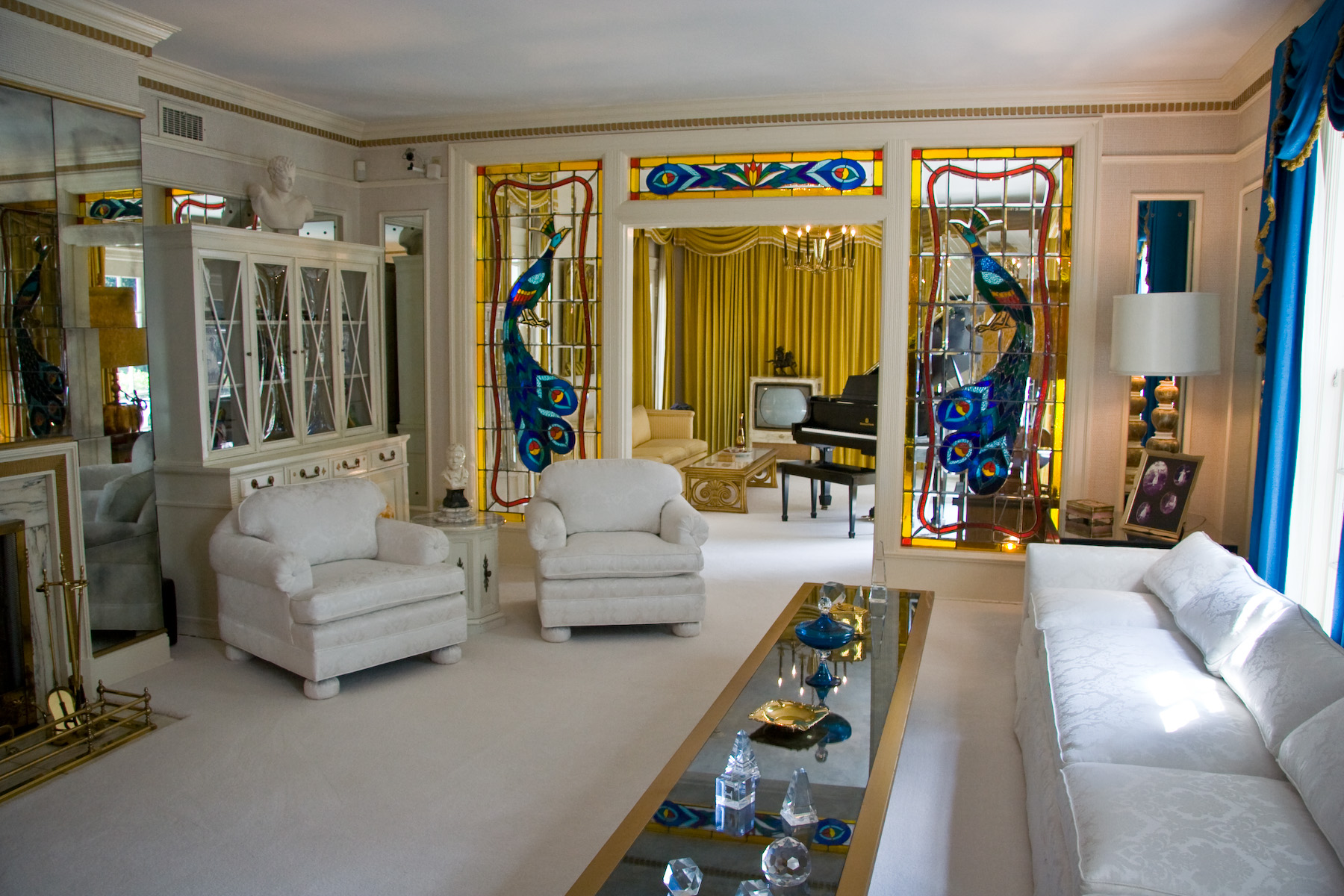
Obývací pokoj

Slouží jako muzeum, které bylo otevřeno 7. června 1982. Do seznamu Národního registru historických míst (National Register of Historic Places) bylo zapsáno 7. listopadu 1991. Zařazení mezi Národní historické pamětihodnosti (National Historic Landmark) se uskutečnilo 27. března 2006. Nejvýraznější atrakcí je vstupní brána ve tvaru rozevřených listů partitury se zelenými notami a siluetou Elvise hrajícího na kytaru. Navrhl a vytvořil ji Abe Sauer.
Farmu Graceland původně vlastnil S.C. Toof, zakladatel memphiské tiskárny Toof Building. Pozemek byl nazván po jeho dceři Grace, která farmu zdědila. Krátce poté, co její část získala dnešní pojmenování Graceland, přešla na synovce a neteř Grace. Venkovské sídlo zde v neokoloniálním slohu postavila roku 1939 její neteř Ruth Mooreová s manželem, doktorem Thomasem Moorem.
Stavba je konstruovaná z nahnědlého vápence a obsahuje dvacet tři místností, včetně osmi ložnic a koupelen. Příchozí cesta je opatřena čtyřmi bílými korintskými sloupy. Před sloupovím sedí na podstavci po každé straně cesty skulptura bílého lva.

## Turistická atrakce

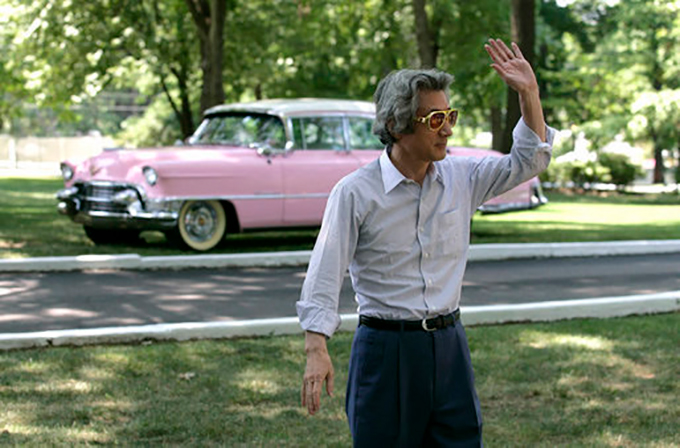
Japonský premiér Džuničiró Koizumi navštívil sídlo s prezidentem Georgem W. Bushem, 2006

Graceland se stal jedním z nejnavštěvovanějších soukromých domovů na území Spojených států s více než 600 000 turisty za rok, což jej řadí na třetí místo za Bílý dům a severokarolínský Biltmore Estate.
Mezi významné návštěvníky se zařadil americký hudebník Paul Simon, který následně složil stejnojmennou píseň, jež se stala titulní skladbou studiového alba Graceland. Americký prezident George W. Bush představil usedlost japonskému premiéru Džuničiru Koizumimu 30. června 2006. Monacký kníže Albert II. se zde zastavil se snoubenkou Charlene Wittstockovou 6. srpna 2010 během prázdninové cesty. Britský hudebník Paul McCartney pak 26. května 2013 zanechal na Presleyho hrobě vybrané trsátko se slovy, „… aby si Elvis mohl zahrát v nebi“.
Britští princové William a Henry, kteří se zúčastnili svatby přítele v Memphisu, přijeli na Graceland 2. května 2014. Na soukromou prohlídku se k nim připojily princezny z Yorku, Beatrice s Eugenií.

## Galerie

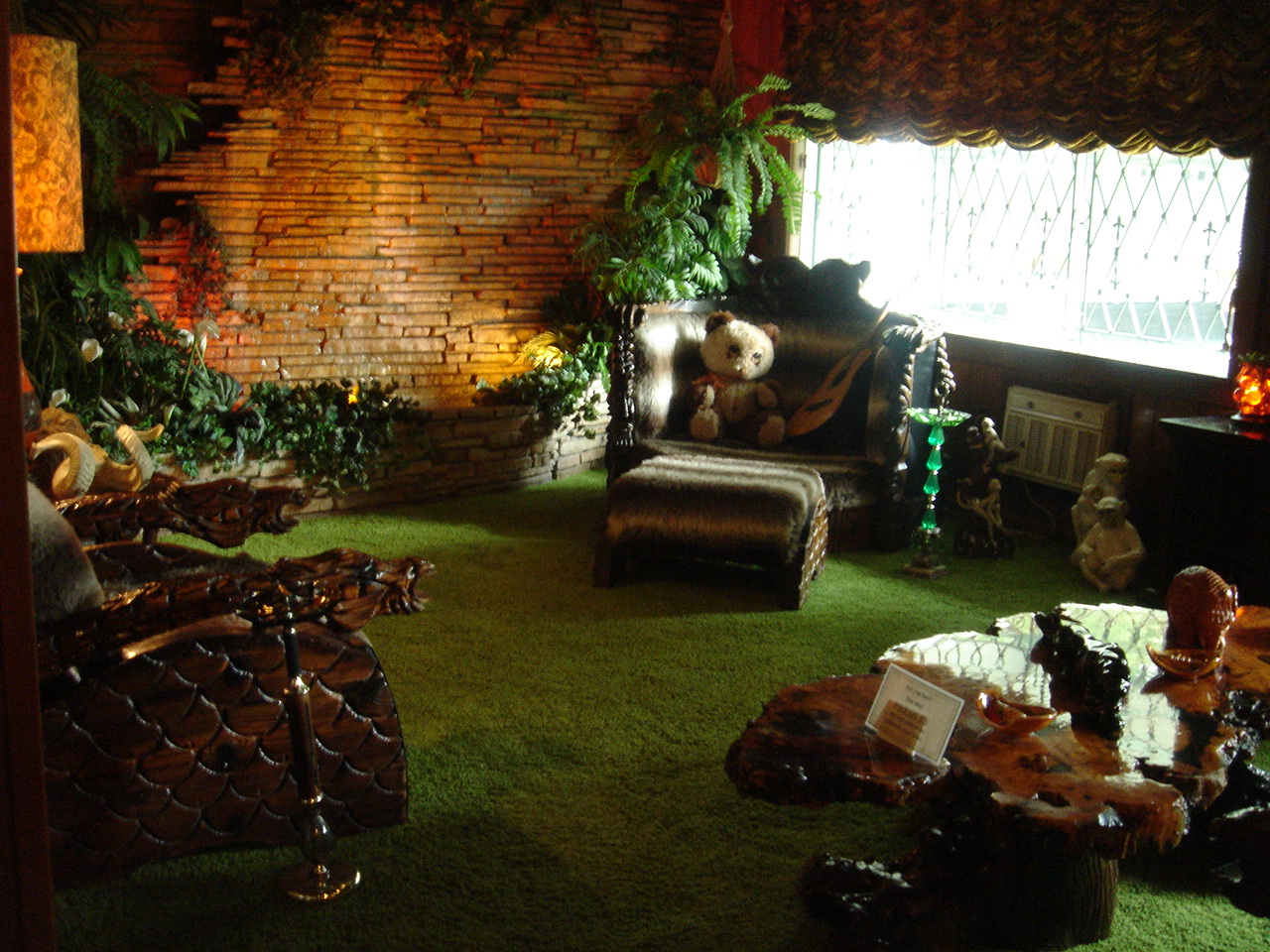
Pokoj ve stylu džungle
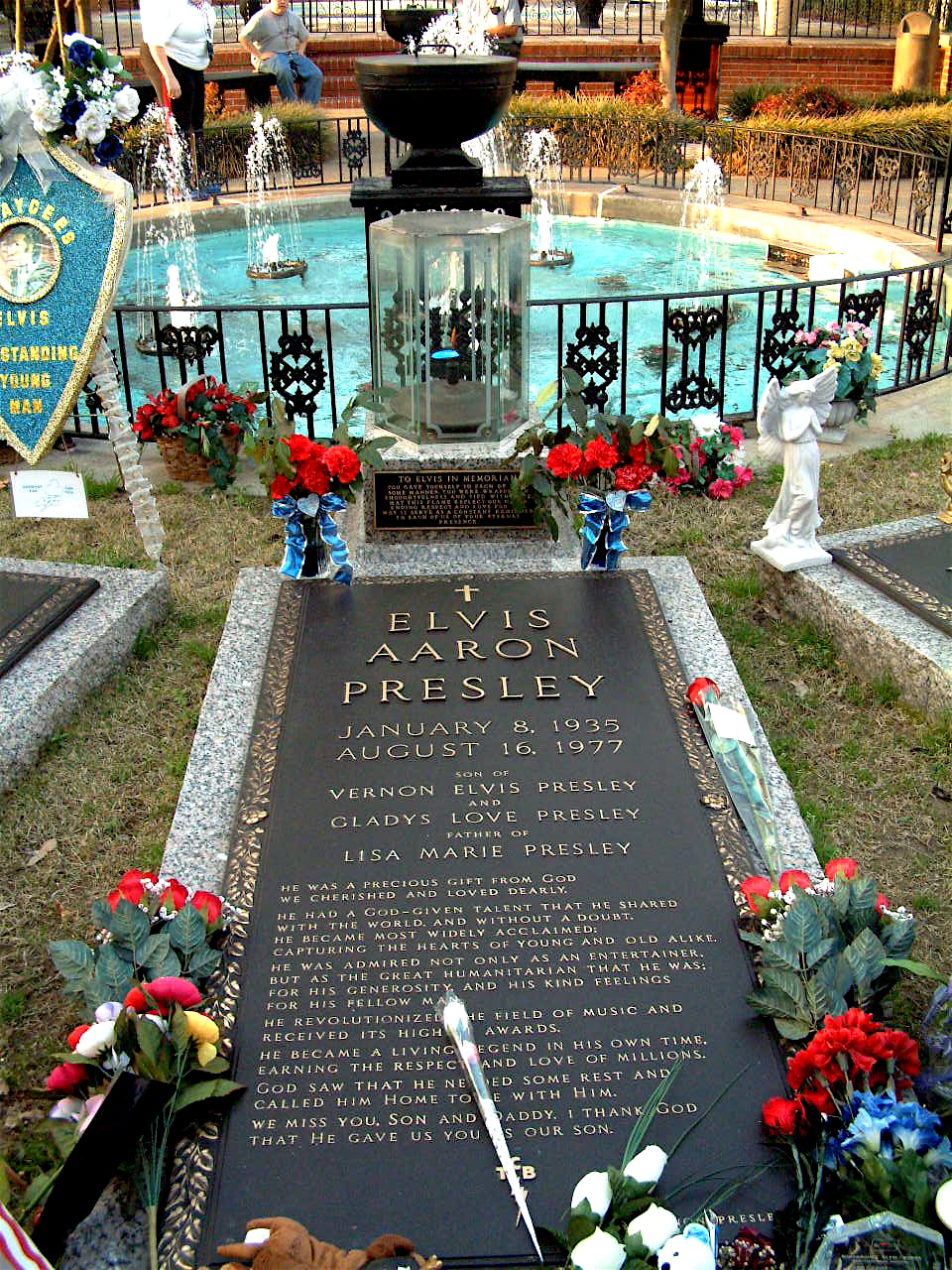
Hrob Elvise Presleyho
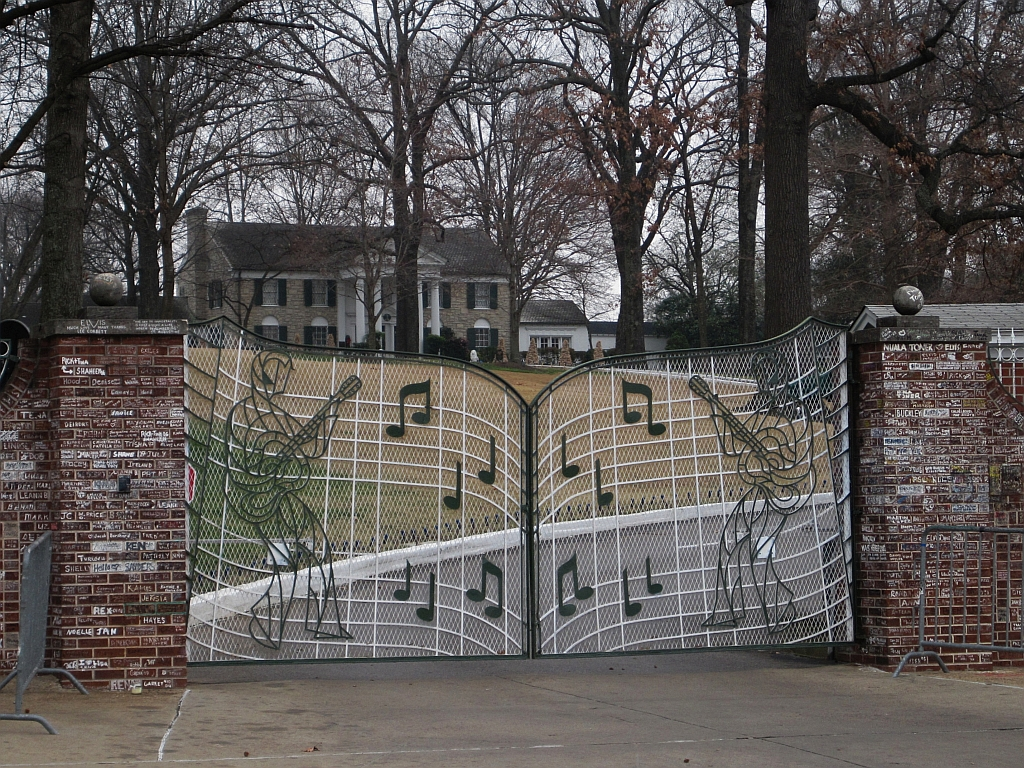
Vstupní brána
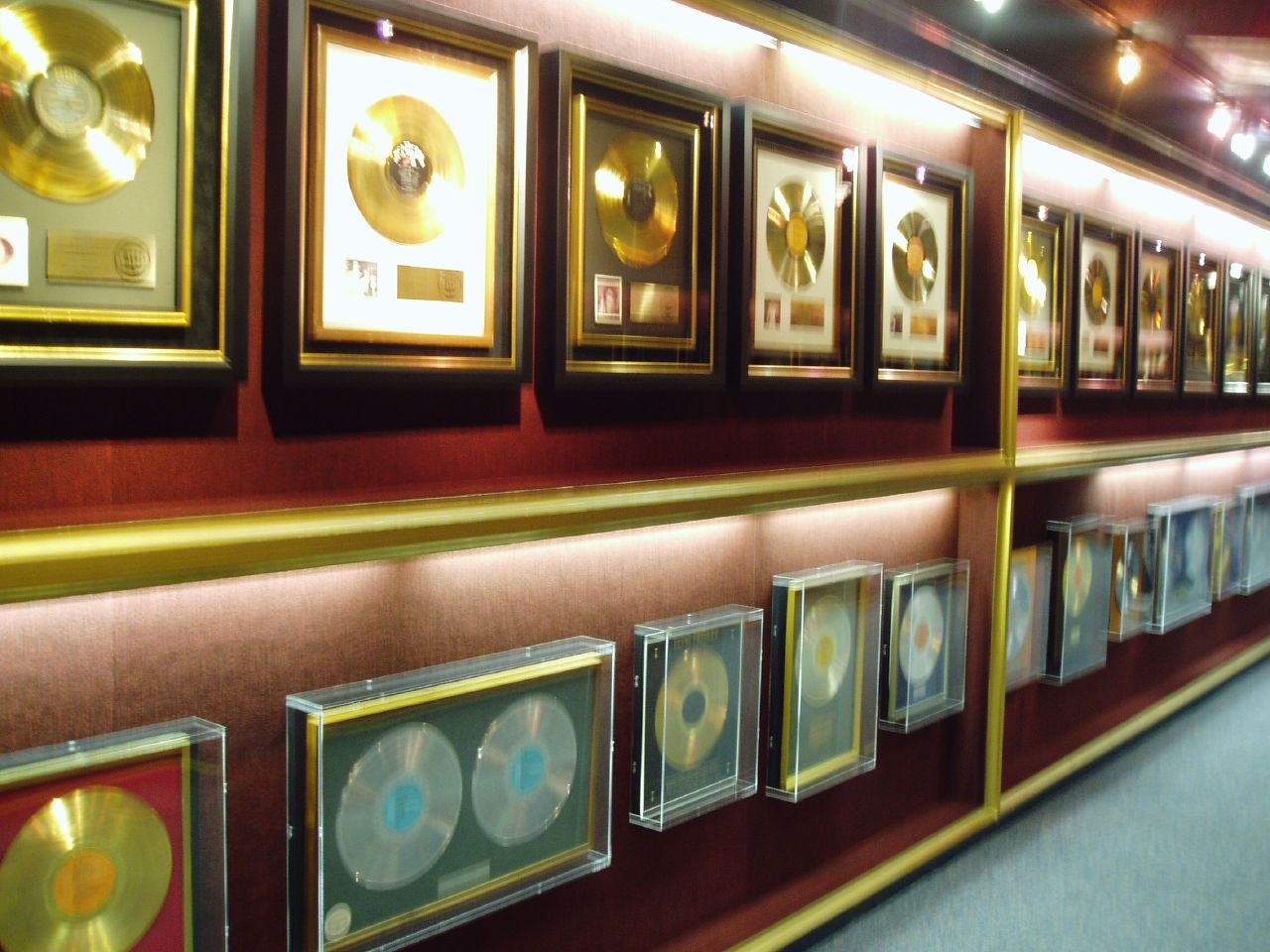
Presleyho zeď slávy
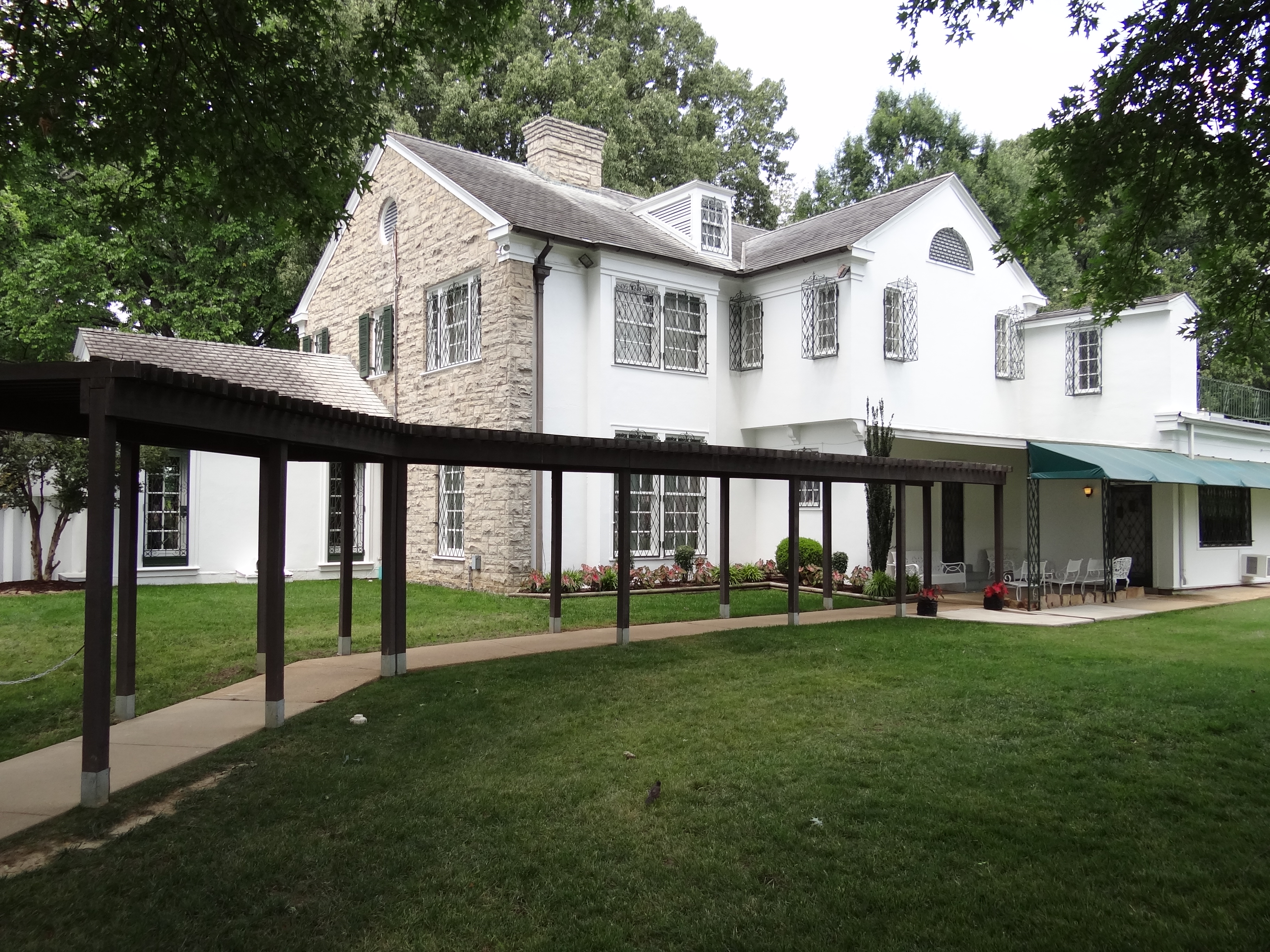
Zadní strana Gracelandu